# ایستگاه رانی‌مید
ایستگاه رانی‌مید (انگلیسی: Runnymede station) یک ایستگاه مترو در خط ۲ بلور–دانفورث در تورنتو، انتاریو، کانادا است.